# یوسی ایتاباشی
یوسی ایتاباشی (ژاپنی: 板橋 洋青؛ زادهٔ ۱۱ اوت ۲۰۰۱) یک بازیکن فوتبال اهل ژاپن است.
از باشگاه‌هایی که در آن بازی کرده‌است می‌توان به باشگاه فوتبال ساگان توسو اشاره کرد.